# Erdweg
Erdweg település Németországban, azon belül Bajorországban. Lakosainak száma 6294 fő (2023. december 31.). Erdweg Odelzhausen és Sulzemoos községekkel határos.

## Népesség
A település népessége az elmúlt években az alábbi módon változott:
| Lakosok száma | 2690 | 3388 | 5586 | 5663 | 5792 | 5782 | 5954 | 5991 | 6344 | 6294 |
|               | 1970 | 1975 | 2011 | 2012 | 2014 | 2015 | 2017 | 2019 | 2022 | 2023 |